# Белобородов, Афанасий Павлантьевич
Афана́сий Павла́нтьевич Белоборо́дов (18 (31) января 1903, деревня Акинино-Баклаши Иркутского округа Иркутской губернии — 1 сентября 1990, Москва) — советский военачальник, генерал армии (1963). Дважды Герой Советского Союза (1944, 1945). Член ЦК КПСС (1966—1971).

## Биография
Родился 18 (31) января 1903 года в деревне Акинино-Баклаши Иркутской губернии (ныне село Баклаши Шелеховского района Иркутской области), в казачьей семье. Согласно документам Верх-Иркутской Введенской церкви,отец Белобородова — Палладий Димитриевич Белобородов и его мать Анна Константиновна унаследовал казачью кровь. Русский. Окончил 3 класса сельской школы.
В октябре 1919 года добровольцем вступил в партизанский отряд под командованием Уварова в 16-летнем возрасте, участвовал в Иркутском восстании, воевал в Забайкалье. В январе 1920 года отряд был включён в состав 8-го Иркутского стрелкового полка 1-й Читинской стрелковой дивизии. В марте был уволен из РККА как несовершеннолетний, а также ввиду болезни. Вернулся в родную деревню и работал в отцовском крестьянском хозяйстве, а также стал секретарём сельской комсомольской организации.

## Начало военной службы
Вторично поступил на службу в РККА в сентябре 1923 года, направлен курсантом в 9-ю Иркутскую пехотную школу, которую в 1924 году расформировали, а Белобородов был переведён в 11-ю Нижегородскую пехотную школу, которую окончил в 1926 году. С ноября 1926 года командовал стрелковым взводом в 6-м Хабаровском стрелковом полку 2-й Приамурской стрелковой дивизии в Сибирском военном округе (полк находился в окрестностях Благовещенска). Летом 1928 года вновь направлен на учёбу и в 1929 году окончил Ленинградские военно-политические курсы имени Ф. Энгельса, назначен политруком роты 107-го стрелкового полка 36-й стрелковой дивизии Особой Дальневосточной армии. С ноября 1929 года участвовал в боях на КВЖД, полк действовал в районе станций Маньчжурия — Чжалайнор. В первом же бою был убит командир роты. Белобородов заменил его. Рота отличилась, когда совершила глубокий обход Чжалайнора и захватила единственный железнодорожный мост за городом, отрезав гарнизону путь отступления. Под его командованием рота отбила попытку прорыва и удержала мост до подхода кавалерии К. К. Рокоссовского, вынудив сильный китайский гарнизон прекратить оборону и разбежаться. За этот бой вместе с 11 бойцами роты был награждён своим первым орденом Красного Знамени. Член ВКП(б) с 1926 года.
После завершения боевых действий был назначен командиром команды одногодичников в том же полку. В 1933 году поступил в Военную академию РККА им. Фрунзе, окончил её в 1936 году (специальный факультет с обучением японскому и английскому языкам). В том же году ему было присвоено воинское звание старший лейтенант. С ноября 1936 года — помощник начальника и начальник оперативной части штаба 66-й стрелковой дивизии в Приморском крае. С марта 1939 года — начальник оперативного отдела штаба 39-го стрелкового корпуса. С июня 1939 — начальник штаба 43-го стрелкового корпуса, с ноября временно исполнял должность командира корпуса. С января 1941 года — начальник отдела боевой подготовки штаба Дальневосточного фронта.

## Великая Отечественная война
В начале Великой Отечественной войны с 12 июля 1941 года полковник А. П. Белобородов командовал 78-й стрелковой дивизией. В начале ноября 1941 года прибыл с дивизией на Западный фронт, в составе 16-й армии дивизия отличилась в битве за Москву. За массовый героизм личного состава 27 ноября 1941 года дивизия была преобразована в 9-ю гвардейскую стрелковую дивизию. В ходе Клинско-Солнечногорской наступательной операции дивизия освободила город Истра. После краткого пребывания в резерве Ставки ВГК с июня 1942 года во главе дивизии воевал на Юго-Западном и Сталинградском фронтах, участник Воронежско-Ворошиловградской оборонительной операции и Сталинградской битвы.
С 14 октября 1942 года был командиром 5-го гвардейского стрелкового корпуса на Калининском фронте, участвовал в Великолукской наступательной операции. С 6 августа 1943 года — командир 2-го гвардейского стрелкового корпуса, участвовал во главе корпуса в Смоленской и Невельско-Городокской наступательных операциях.
С 22 мая 1944 года командовал 43-й армией, которая летом 1944 года участвовала в Белорусской стратегической операции «Багратион», в частности, в Витебско-Оршанской операции (26 июня армией был освобождён Витебск) и в Шяуляйской операции. Затем во главе этой же армии участвовал в Прибалтийской стратегической операции, в блокаде Курляндской группировки противника, в Восточно-Прусской операции. Отлично действовала его армия при штурме Кёнигсберга в начале апреля 1945 года. На завершающем этапе войны армия участвовала в уничтожении остатков 2-й немецкой армии в низовьях Вислы.
В июне 1945 года прибыл на Дальний Восток и 27 июня был назначен командующим 1-й Краснознамённой армией. В период войны против империалистической Японии в августе 1945 года армия под его командованием в составе 1-го Дальневосточного фронта участвовала в Харбино-Гиринской операции. Войска армии прорвали 3 рубежа обороны, продвинулись по горно-таёжной местности на сотни километров, штурмом овладели городом Муданьцзян и силами передовых отрядов заняли Харбин. С 21 августа 1945 года Белобородов был первым советским военным комендантом и начальником гарнизона Харбина. 16 сентября 1945 года принимал Парад Победы над Японией в Харбине.

## Послевоенное время
После войны продолжал командовать 1-й Краснознамённой армией Забайкальско-Амурского военного округа. С апреля 1946 года — начальник Управления боевой подготовки стрелковых войск. С июля 1946 года — командующий 5-й гвардейской армией в Центральной группе войск. С декабря 1946 года — заместитель Главнокомандующего Центральной группой войск. С мая 1947 года — командующий 39-й армией Приморского военного округа (армия размещалась на Квантунском полуострове в Китае, штаб армии — в городе Порт-Артур). С мая 1953 года — начальник Управления боевой подготовки Сухопутных войск. С октября 1953 года — начальник Центральных стрелково-тактических курсов усовершенствования офицерского состава Советской Армии «Выстрел» имени Маршала Советского Союза Б. М. Шапошникова. С июля 1954 года — главный военный советник министерства национальной обороны Чехословацкой Социалистической Республики и военный атташе при посольстве СССР в Чехословакии.
С октября 1955 года командовал войсками Воронежского военного округа. С мая 1957 года был начальником Главного управления кадров Министерства обороны СССР. С марта 1963 года — командующий войсками Московского военного округа. 23 октября 1966 года попал в автомобильную аварию, получил тяжелейшие травмы и переломы. После длительного лечения здоровье не восстановилось, поэтому написал рапорт с просьбой освободить его от командования округом. С июня 1968 года — инспектор-советник Группы генеральных инспекторов Министерства обороны СССР.
В последующие годы сосредоточился на литературной работе — автор нескольких книг мемуаров — и на патриотическо-воспитательной работе.
Член ЦК КПСС в 1966—1971 годах. Избирался депутатом Верховного Совета СССР 3-го (1950—1954) и 7-го (1966—1970) созывов, а также депутатом Верховного Совета РСФСР 5-го (1959—1963) и 6-го (1963—1967) созывов.
Афанасий Павлантьевич Белобородов скончался 1 сентября 1990 года. По завещанию похоронен на Мемориальном воинском кладбище «Снегири», рядом с погибшими осенью 1941 года при обороне Москвы солдатами его дивизии.

## Награды
- Дважды Герой Советского Союза (22.07.1944, 19.04.1945)
- 5 орденов Ленина (22.07.1944, 26.10.1944, 21.02.1945, 30.01.1963, 30.01.1983)
- Орден Октябрьской Революции (30.01.1973)
- 5 орденов Красного Знамени (22.02.1930, 09.01.1942, 03.11.1944, 15.10.1955, 22.02.1968)
- Орден Суворова I степени (08.09.1945)
- Орден Суворова II степени (22.09.1943)
- Орден Кутузова II степени (08.02.1943)
- Орден Отечественной войны I степени (11.03.1985)
- Орден «За службу Родине в Вооружённых Силах СССР» III степени (30.04.1975)
- Медаль «За победу над Германией в Великой Отечественной войне 1941—1945 гг.» (09.05.1945)
- Медаль «За оборону Москвы» (1944)
- Медаль «За оборону Сталинграда» (1944)
- Медаль «За победу над Японией» (1945)
- Медаль «За взятие Кёнигсберга» (1945)
- Медаль «За укрепление боевого содружества» (1980)
- Другие медали СССР.

Награды иностранных государств:
- Орден «За боевые заслуги» (Монголия) (МНР, 06.07.1971)
- Орден «За заслуги перед Отечеством» в золоте (ГДР)
- Боевой орден «За заслуги перед народом и Отечеством» в золоте (ГДР, 08.05.1975)
- Орден Военного флага (СФРЮ)
- Орден Народной Республики Болгария (НРБ)
- Орден Белого льва «За победу» (ЧССР)
- Медали Монголии, Болгарии, Польши, КНДР, Китайской Народной Республики

## Воинские звания
- Генерал-майор (26.11.1941)
- Генерал-лейтенант (22.02.1944)
- Генерал-полковник (05.05.1945)
- Генерал армии (22.02.1963)

## Сочинения
- Кто с мечом к нам придет… (1944 год — год освобождения нашей Родины от немецко-фашистских захватчиков). — М.: Знание, 1964.
- Приказ командира — закон для воина. — М.: Воениздат, 1969.
- Сквозь огонь и тайгу. — М.: Воениздат, 1969.
- Ратный подвиг. — 2-е изд., испр. и доп. — М.: Политиздат, 1973.[6]
- [militera.lib.ru/memo/russian/beloborodov/index.html Прорыв на Харбин. — М., 1982.]
- [militera.lib.ru/memo/russian/beloborodov2/index.html Всегда в бою. — М., 1984.][7]
- 43-я армия в Витебской операции. // Военно-исторический журнал. — 1974. — № 7. — С. 50—55.
- Некоторые характерные черты Восточно-Прусской операции. // Военно-исторический журнал. — 1984. — № 12. — С. 3—12.

## Воспоминания
Афанасий Павлантьевич Белобородов прошёл славный боевой путь, был известен как смелый, и решительный военачальник. Успешно воевал в Белоруссии в последующих операциях и позднее в Восточной Маньчжурии. Последний крупный пост, который он занимал, — командующий войсками Московского военного округа. В автомобильной катастрофе он серьёзно повредил своё здоровье, что и вынудило его оставить столь кипучую и плодотворную деятельность. В ходе Белорусской операции, несмотря на всю сложность боевой обстановки, молодой командарм А. П. Белобородов очень умело руководил войсками армии.
— Дважды Герой Советского Союза Маршал Советского Союза Василевский А. М. Дело всей жизни. — М: Политиздат, 1975. — С. 449.

Войсками 43-й армии командовал генерал-лейтенант Афанасий Павлантьевич Белобородов, самый молодой из командармов по возрасту. Однако боевой опыт у него был богатейший. Кто не слышал о прославленной стрелковой дивизии генерала Белобородова, ставшей гвардейской в боях под Москвой, в сорок первом!….. генерал поражал своей неистощимой энергией и смелостью решений.
— Герой Советского Союза Маршал Советского Союза Баграмян И. Х. Так шли мы к победе. — М: Воениздат, 1977. — С. 303.

## Память
- В честь генерала армии А. П. Белобородова названы улицы в Москве — (улица Генерала Белобородова[8]), Иркутске, Калининграде, Мытищах, Нахабино, Витебске (1994, улица Генерала Белобородова[9])  и Шелехове, проспект в Истре.

### Организации, учреждения
- На родине Героя Баклашинской школе присвоено имя Белобородова и на здании школы установлена мемориальная доска[10].
- Музей Российской Армии имени дважды Героя Советского Союза генерала армии А. П. Белобородова (Иркутск)[11].
- Имя Героя присвоено гимназии № 9 в г. Витебске[12]. Одна из экспозиций в музее гимназии посвящена Герою. На здании гимназии установлена мемориальная доска и размещён мурал, посвящённые А. П. Белобородову.

### Памятник, скульптура
- В Иркутске установлен бюст около главного военного мемориала Иркутска напротив Вечного огня (скульптор Г. И. Мотовилов, архитектор Л. М. Поляков)[13].
- В Иркутске мемориальная доска установлена на здании бывшей 9-й пехотной школы в январе 2003 г.[14]
- В Москве установлена памятная топонимическая доска на стене школы № 1564 (Корпус 2) по адресу: ул. Генерала Белобородова, 22.
- В Иркутске на здании, где обучался Афанасий Белобородов, установлена мемориальная доска[15].
- В Воронеже на улице Таранченко, дом № 40, где жил Белобородов в 1955—1957 годах, установлена мемориальная доска (21.10.2004).
- На одном из зданий на проспекте Белобородова в г. Витебск установлена мемориальная доска.
- В деревне Нефедьево, на рубеже обороны установлен бюст.
- На территории Ленино-Снегиревского военно-мемориального комплекса, на месте захоронения генерала А. Белобородова, в 2021 году вместо мемориальной плиты установлен бронзовый бюст, автором которого является Салават Щербаков[16].
- Памятник установлен в селе Баклаши Шелеховского района Иркутской области[17].
- В Витебске на одном из жилых домов установлена информационная доска, рассказывающая о знаменитом военачальнике.
- В музее в Бешенковичах размещены скульптурные бюсты (автор А. Н. Торосян) генералов А. П. Белобородова, И. И. Людникова, И. М. Чистякова — командующих армиями, освобождавших Придвинье.

### Иное
- Почётный гражданин Витебска (1974).
- Почётный гражданин Иркутска[18].
- Почётный гражданин Калининграда[19].
- Генерал А. П. Белобородов является героем фильма «День командира дивизии».
- Генерал А. П. Белобородов является основателем музея в школе № 59 (ныне 1286).

Надгробный памятник на могиле А. П. Белобородова, д. Ленино, Истринский район.
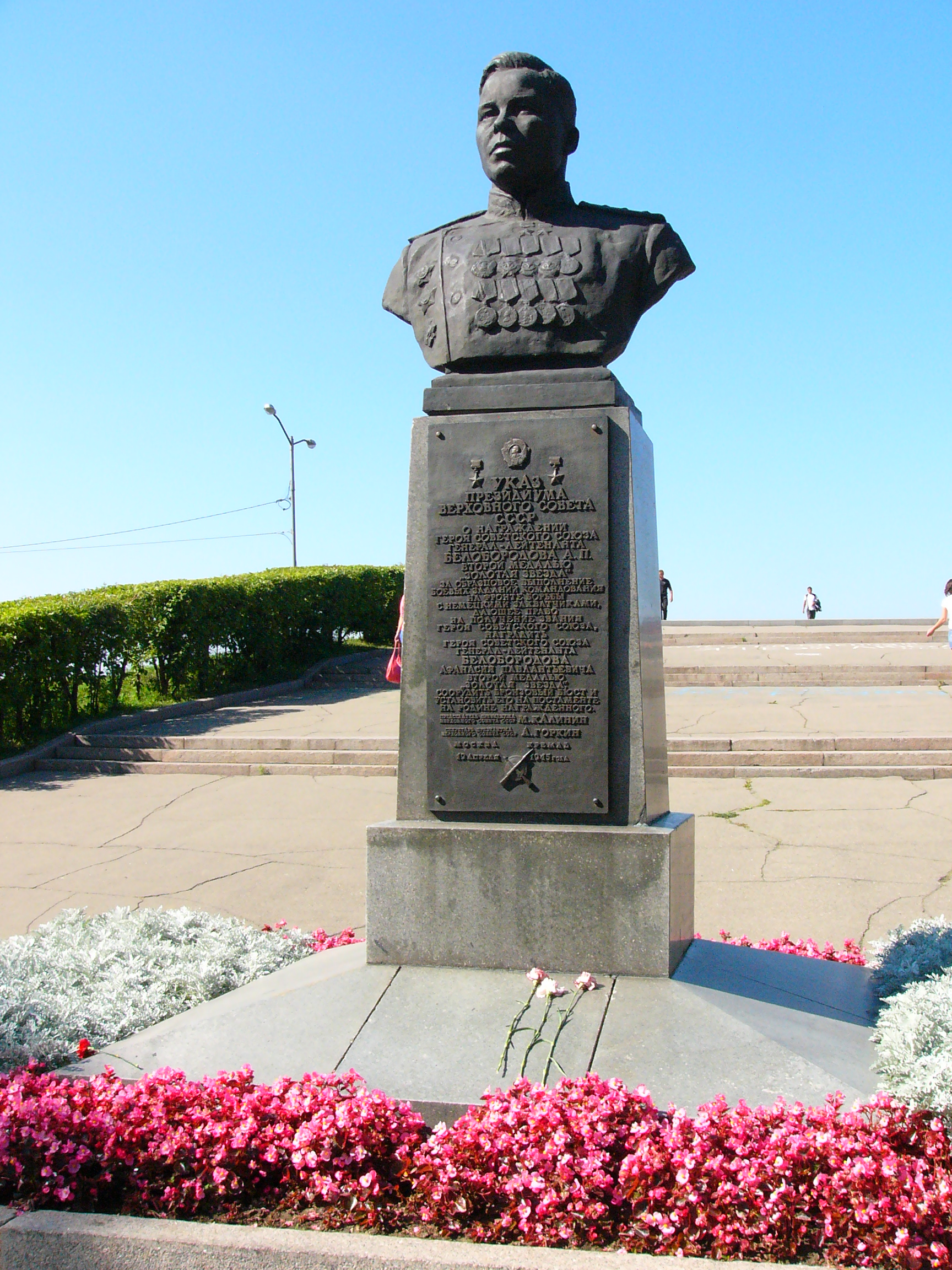
Бюст А. П. Белобородова в Иркутске.
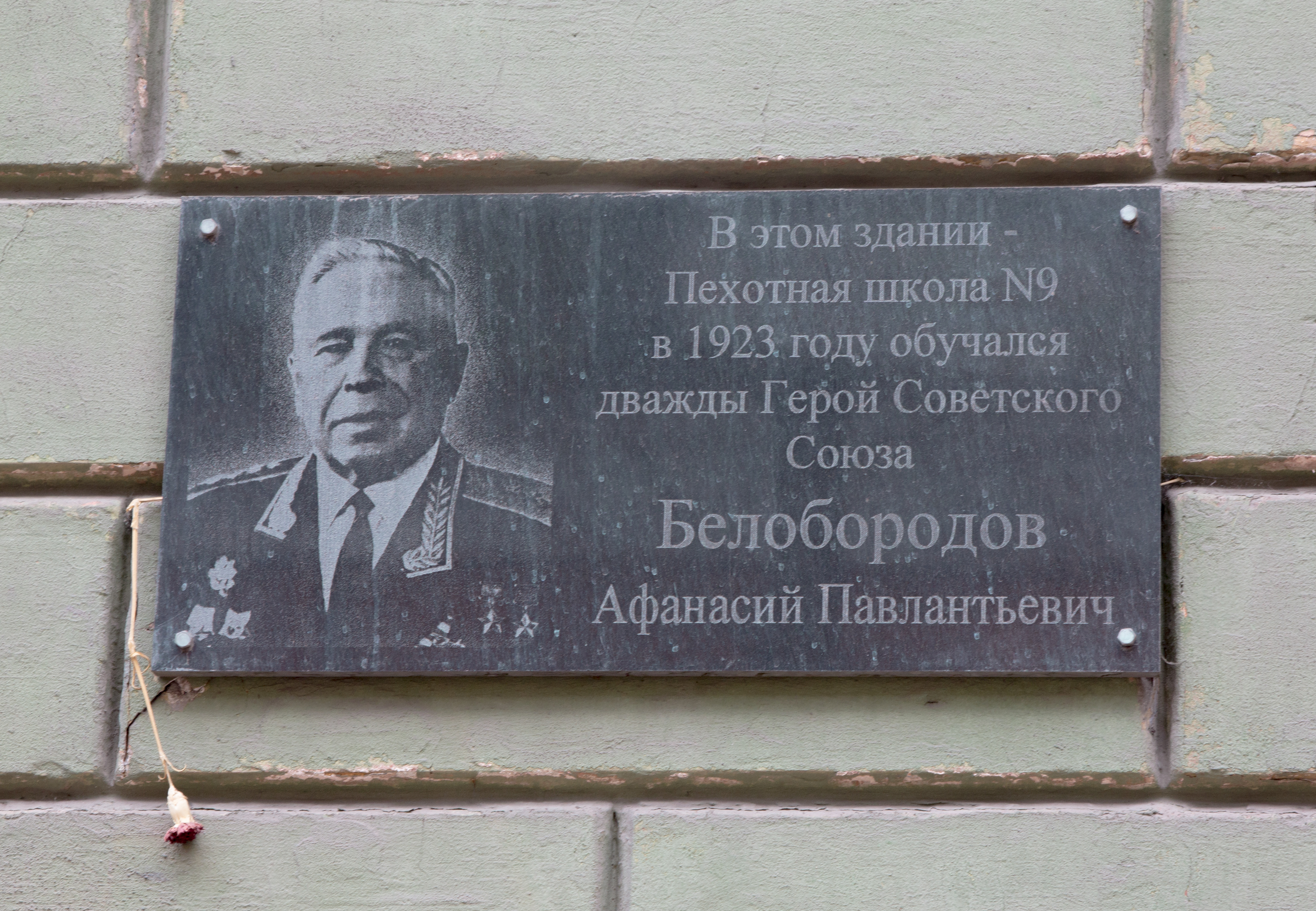
Мемориальная доска на здании Иркутской пехотной школы.
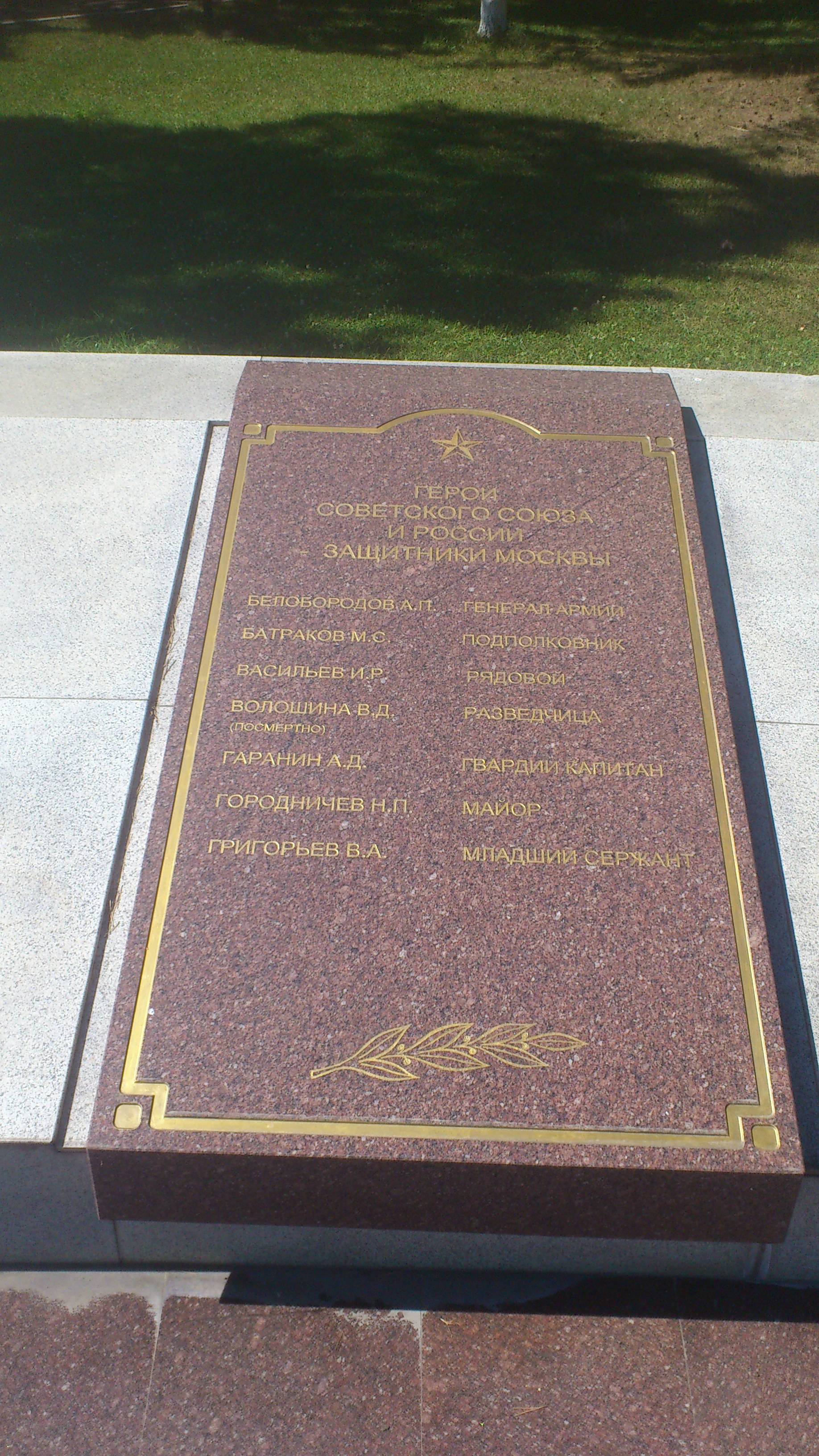
Имя А. П. Белобородова высечено на плите мемориального комплекса «Воинам-сибирякам», Ленино-Снегирёвский военно-исторический музей.